# Grand'Landes
Grand'Landes è un comune francese di 482 abitanti situato nel dipartimento della Vandea nella regione dei Paesi della Loira.

## Società

### Evoluzione demografica
Abitanti censiti